# Callenish Circle
Callenish Circle war eine niederländische Thrash- und Melodic-Death-Metal-Band aus Sittard-Geleen, die im Jahr 1992 unter dem Namen Genocide gegründet wurde und sich 2007 wieder auflöste.

## Geschichte
Die Band wurde im Herbst 1992 von Sänger Patrick Savelkoul und Gitarrist Jos Evers unter dem Namen Genocide gegründet. Da sie Fans von Bands wie Death, Pestilence, Bolt Thrower und den älteren Paradise Lost waren, begannen sie anfangs mit dem Covern von Liedern dieser Bands. In den Folgejahren änderte sich die Besetzung der Band des Öfteren, bis im Jahr 1994 Gitarrist Ronny Tijssen und Schlagzeuger Gavin Harte als weitere dauerhafte Mitgliedern feststanden.
Im Jahr 1995 folgte mit Lovelorn das erste Demo, wobei die Gruppe sich nun Callenish Circle nannte. Durch das Demo erreichte die Band die Aufmerksamkeit von Hammerheart Records, sodass das Label die Band unter Vertrag nahm. Kurz darauf erschien das Debütalbum Drift of Empathy, wobei darauf als Bassist John Gorissen zu hören war. Nach kurzer Zeit trennte sich die Band wieder von Hammerheart Records und veröffentlichte im Jahr 1998 eine EP namens Escape über Polar Bear Records. Nach der Veröffentlichung nahm die Band das nächste Album Graceful… Yet Forbidding ohne anderweitige finanzielle Unterstützung auf. Nach den Aufnahmen verließ Gitarrist Evers die Band und wurde durch Remy Dieteren ersetzt. Als Bassist war zudem inzwischen Roland Schuschke in der Band vertreten. Die Gruppe erreichte einen Vertrag bei DSFA Records. Da das Label jedoch bankrottging, konnte das Album nur in den Benelux-Staaten veröffentlicht werden. Etwas später erschien das Album dann europaweit bei Edgerunner Records in Kombination mit der bereits veröffentlichten EP. Daraufhin erlangte die Band einen Vertrag über vier Alben bei Metal Blade Records.
Im Jahr 2002 erschien das Album Flesh Power Dominion in den USA und Europa. Das Album wurde im Stage One Studio unter der Leitung von Andy Classen aufgenommen. Der Veröffentlichung folgte eine Tour mit Vomitory und Amon Amarth. Als neuer Bassist war René Rokx in der Band vertreten, der auch schon einer Tour durch die Niederlande zusammen mit Primordial und Mercenary teilgenommen hatte. Im Folgejahr erschien das nächste Album My Passion // Your Pain. Vor der Veröffentlichung im Mai ging die Band zusammen mit Gruppen wie Testament, Darkane, Pro-Pain und Death Angel auf Tour. Danach folge eine Tour durch England zusammen mit Exodus, Nuclear Assault, Mortician und God Dethroned. Als neuer Bassist war nun Ralph Roelvink in der Band.
Nachdem sich Schlagzeuger Gavin Harte eine kurze Pause von der Band genommen hatte, begab sich die Band im Sommer 2005 erneut ins Studio, um dort das Album [Pitch.Black.Effects] aufzunehmen, wobei Maurice Brouwers (Engine of Pain) als Session-Bassist tätig war, da Roelvink die Band schon wieder verlassen hatte. Als Live-Bassist kam Wim Vossen zur Band. Das Album erschien Mitte November 2005. Im Januar ging die Band zusammen mit Paradise Lost auf Tour durch Mexiko. Am 10. März 2007 hielt die Band ihr letztes Konzert ab, ehe sie sich auflöste.

## Stil
Die Band spielt eine Mischung aus Thrash Metal und melodischem Death Metal, wobei die Band klanglich mit Dew-Scented vergleichbar ist.

## Diskografie
- 1995: Lovelorn (Demo, Eigenveröffentlichung)
- 1996: Drift of Empathy (Album, Hammerheart Records)
- 1997: Promotional-Tape '97 (Demo, Eigenveröffentlichung)
- 1998: Escape (EP, Polar Bear Records)
- 1999: Graceful… Yet Forbidding (Album, DSFA Records)
- 2002: Flesh Power Dominion (Album, Metal Blade Records)
- 2003: My Passion // Your Pain (Album, Metal Blade Records)
- 2004: Forbidden Empathy (Kompilation, Karmageddon Media)
- 2005: [Pitch.Black.Effects] (Album, Metal Blade Records)